# 威廉·海登·英格利希
威廉·海登·英格利希（英語：William Hayden English，1822年8月27日—1896年2月7日）是美国印第安纳州的联邦众议员，也是1880年美国总统大选的民主党副总统候选人。英格利希非常年轻时就从政，成为印第安纳州杰西·布莱特保守派系民主党的一分子。1845年，他开始在首都的联邦官僚机构任职，于1850年返回印第安纳州，还参加了该州的制宪大会。1851年，年仅29岁的英格利希当选州众议员并成为议长。两年后，他又当选为联邦眾议员并3度连任，从1853年开始一直任职到1861年，这一期间他最大的成就便是达成妥协法案，接纳堪萨斯成为美国联邦的一个新州。
1861年，英格利希离开众议院，但仍继续参与党派事务。南北战争爆发后，他属主战派民主党人，支持北军的战争政策。英格利希还热衷写作和经商，拥有歌剧院和大量房产，还是银行总裁和历史研究组织主席。1880年，已近20年未从事公职的英格利希成为民主党副总统候选人，与总统候选人温菲尔德·斯科特·汉考克少将一起以微弱劣势不敌共和党对手詹姆斯·艾布拉姆·加菲尔德和切斯特·艾伦·阿瑟。

## 家庭和早期事业
威廉·海登·英格利希于1822年8月27日在印第安纳州斯科特县的莱克星顿（Lexington）出生，是父亲以利沙·盖尔·英格利希（Elisha Gale English）和母亲马哈拉·英格利希（Mahala English）的独子，母亲的娘家姓叫易思廷（Eastin）。他的双亲都来自肯塔基州的奴隶主家族，祖上属法国雨格诺派人士，两人于1818年迁居印第安纳州南部。以利沙·英格利希很快开始以民主党人身份参与地方政治，担任州议员的同时也在经商方向取得很好的成绩。威廉·英格利希先是在当地公立学校就读，之后进入汉诺威学院。三年后，他离开该学院开始研读法律。1840年，年仅18岁的英格利希通过律师资格认证，并且很快就在斯科特县开始从事法律工作。同年，他出席了印第安纳州的民主党大会，拉开自己从政生涯的序幕，并在会上代表民主党总统候选人马丁·范布伦发表演说。
到1842年末时，英格利希已经在副州长杰西·布莱特（Jesse D. Bright）的帮助下逐渐成为布莱特派系民主党新星。1843年，印第安纳州众议院选择英格利希担任书记员。次年，他又为总统候选人詹姆斯·诺克斯·波尔克的竞选奔波出力。

## 政治和婚姻
波尔克在1844年的大选中获胜，于1845年开始就职。为了感谢这位年轻人在自己竞选期间的努力工作，新总统任命他在首都华盛顿哥伦比亚特区担任联邦财政部书记员。英格利希在这个职位上一干就是4年，并在此期间结识了艾玛·玛杜里亚·杰克逊（Emma Mardulia Jackson），两人于1847年11月成婚，之后一共有两个孩子，分别是威廉·易思廷·英格利希（William Eastin English）和罗莎琳德·英格利希（Rosalind English）。
英格利希出席了在巴尔的摩举办的1848年民主党全国大会，并在会上支持最终获总统候选人提名的刘易斯·卡斯。辉格党候选人扎卡里·泰勒赢得大选后，英格利希的职务也由辉格党人取代。他又通过党派内部的关系成为联邦参议院索赔委员会书记员（布莱特这时已经是参议员，并且是该委员会成员），在哥伦比亚特区一直工作到1850年。
1850年，英格利希与夫人返回印第安纳州，在该州制宪大会上担任书记员。会上民主党人占据多数，他们有关增加民选官员数量、保障宅地豁免、并且把选举权行使范围限制在白人男性以内等多项主张都得以纳入新宪法。此前，自由黑人在该州是可以投票的。最终印第安纳州选民以绝对多数批准了1851年的新宪法。
1851年8月，英格利希赢得了自己第一场选举胜利，当选印第安纳州众议员。从一定程度上来说，英格利希之所以能够当选，并且还只有29岁就成为众议院议长是因为他参与了新宪法的制订，这也是1851年宪法通过后的第一届立法会议。民主党在州众议院也占有优势，并且布莱特还在其中有着举足轻重的影响，英格利希开始为布莱特派系民主党人格雷厄姆·菲奇（Graham N. Fitch）竞选该州联邦参议员工作，但是州议会最终选择的是另一位民主党人约翰·佩蒂特（John Pettit）。
担任州众议院议长使英格利希在州内的影响力有所提高，1852年，民主党人选择他来竞争新划分的第二国会选区联邦众议员职位。民主党人在10月的大选中取得压倒性胜利，所有众议院议席中只有一个由其他党派获得。英格利希以55%比45%的得票率战胜辉格党对手，参加1853年在首都召开的第33届联邦国会。

## 国会议员

### 堪萨斯－内布拉斯加法案
1853年12月，第33届联邦国会召开会议。当时蓄奴州与自由州之间的分歧一触即发，伊利诺伊州民主党參议员斯蒂芬·道格拉斯（Stephen A. Douglas）提出的堪萨斯－内布拉斯加法案更是火上浇油，该法案允许堪萨斯和内布拉斯加领地成为蓄奴州，这在一定程度上意味着1820年达成的密苏里妥协失效。道格拉斯试图将是否允许奴隶制交由各地方定居者决定，以期平息整个国家在这个问题上产生的分歧和混乱，但是，这一法案也意味着本已属自由州达30年的地区需要向奴隶制开放，这激起了北方的反奴隶制情绪。英格利希这时是领地委员会成员，他认为此法案不是很有必要，而且提出的时机也不妥，委员会之后批准了法案，英格利希撰写了其中的少数派报告。不过，他并不完全反对人民主权原则，相信“每个社会组织都应有自行决定”的权利。北方民主党人支持和反对法案的人数基本上平分秋色，英格利希虽然表示自己对法案持保留意见，但还是投下了赞成票。对此他表示，国会必须尊重各领地居民的意愿，并保证维护他们的决定，许多议员认为他们并没有义务这么做，所以这也是当时的一个辩论焦点。1854年5月30日，总统富兰克林·皮尔斯签署法案，令其正式生效成为法律。

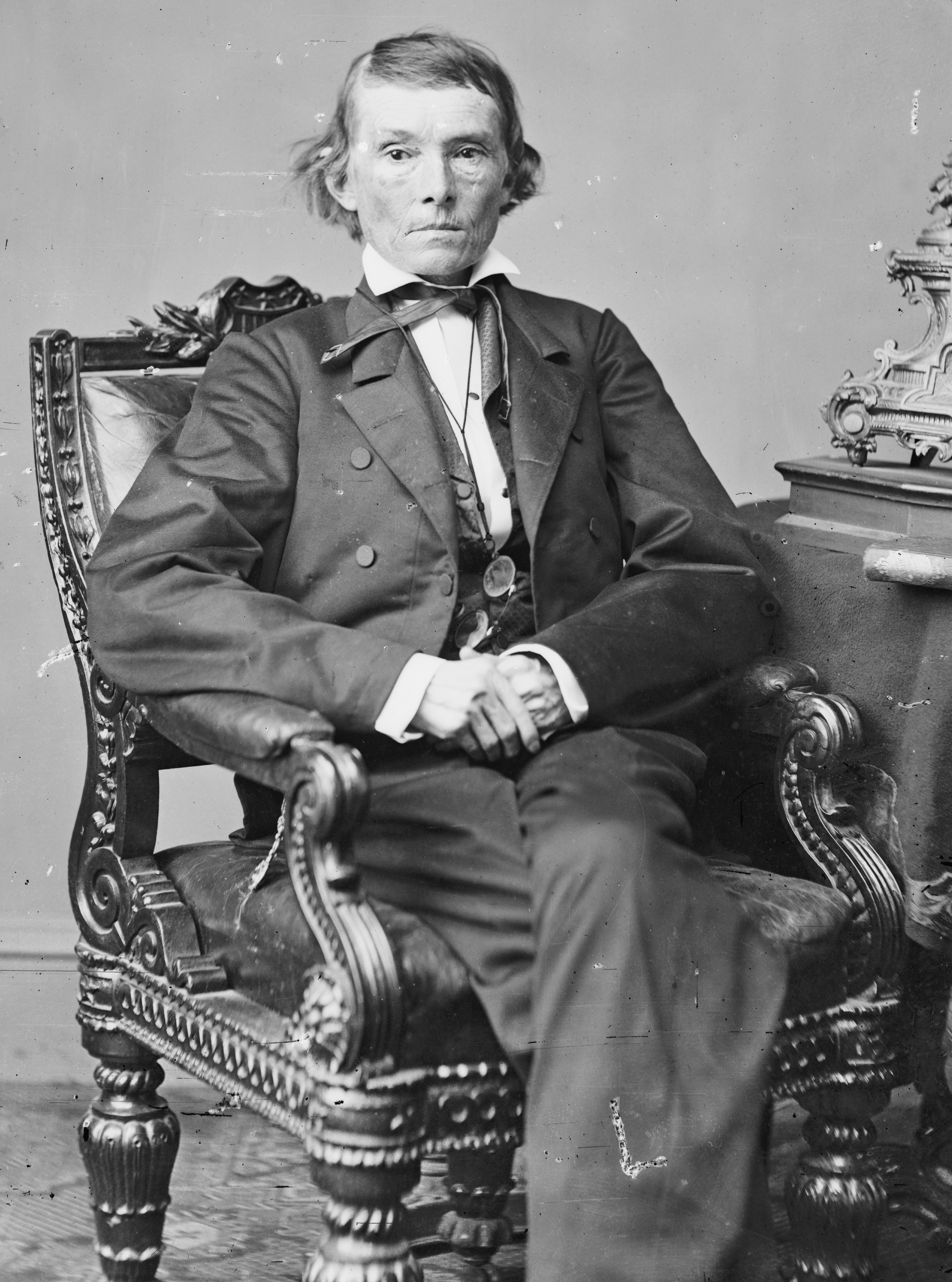
英格利希与联邦参议员亚历山大·斯蒂芬斯合作，制订了之后人称英格利希法案的折衷立法。

堪萨斯－内布拉斯加法案在北方非常不得人心。辉格党最终因此倒台，新的共和党开始出现。全部42名批准法案的自由州国会议员中只有3名获得连任，英格利希就是其中之一。英格利希是保守派民主党人，他所在的印第安纳州南部选区并不强烈支持奴隶制，同时也不是很赞同废奴主义。1856年，他再次获得连任，民主党也在第35届联邦国会中又一次取得众议院的多数席位。议长詹姆斯·劳伦斯·奥尔（James Lawrence Orr）指派英格利希进入邮政署和邮政道路委员会，但后者的大部分时间仍然耗在堪萨斯州问题上。

### 英格利希法案
1857年12月，堪萨斯州举行选举，但受到支持自由州人士的抵制。选举结果，该州通过了支持奴隶制的莱康普顿宪法，并要求国会接纳该州为蓄奴州。民主党总统詹姆斯·布坎南敦促国会着手处理，联邦参议院批准了接纳堪萨斯州的法案。但众议院以120票反对，112票支持否决了法案。英格利希发现，堪萨斯州通过这一偏向奴隶制宪法的进程存在问题，因此也投下了反对票。国会接下来就此辩论了数月，但仍然无法达成一致。英格利希与乔治亚州民主党参议员亚历山大·斯蒂芬斯（Alexander H. Stephens）合作，制订了之后人称英格利希法案（English Bill）的折衷立法。法案中规定，只要堪萨斯州能够通过全民公投选择成为蓄奴州，那么国会就将尊重该州人民的意愿。法案还要求堪萨斯州放弃莱康普顿宪法中异常广阔的联邦领土要求。这样，堪萨斯州选民就可以改为要求较小的联邦领土来挽救该州的颜面，由此否决莱康普顿宪法。国会两院通过了英格利希法案，堪萨斯州选民也以6比1的压倒性比例否决赞成奴隶制的宪法。英格利希的一些政治盟友期望堪萨斯州能成为蓄奴州，已经成为联邦参议员的布莱特就是其中之一，但由于这道法案在英格利希的选区非常受民众欢迎，所以他在1858年以56%的得票率又一次取得连任。

## 经商

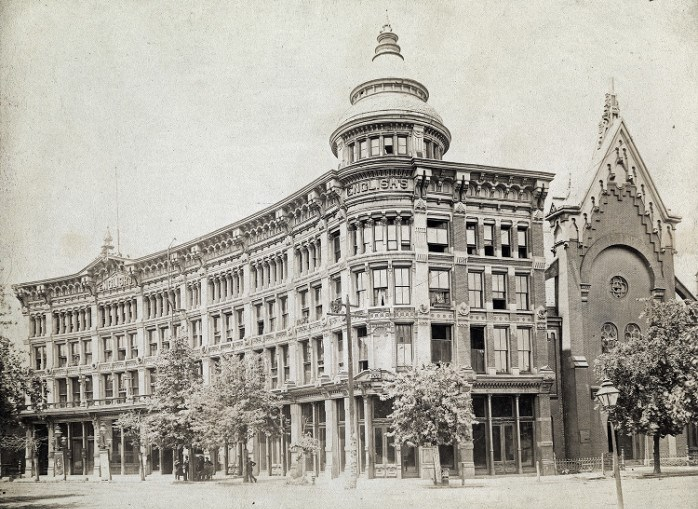
英格利希歌剧院

英格利希决定1860年时不再寻求连任，但他还是发表了多场演说，倡导分歧越来越大的南部和北部达成妥协、实现缓和。亚伯拉罕·林肯在这年大选中获胜后，英格利希还呼吁南方人不要脱离联邦。但南方的多个州最终还是决定要独立，内战随即打响。印第安纳州州长奥利弗·哈泽德·佩里·莫顿请英格利希来指挥一个团，但后者由于没有任何军事背景、对带兵打仗也兴趣缺缺，因此选择了拒绝。不过，他支持莫顿和林肯的战争政策，自认属主战派民主党人。英格利希向州政府提供贷款，用于支付购买部队装备的费用，还担任第二国会选区的宪兵司令。
离开国会后，英格利希在斯科特县的家中待了一年，然后再迁居州首府印第安纳波利斯。他与包括詹姆斯·拉尼尔（James Lanier）在内的10位同僚一起于1863年开办印第安纳波利斯第一国民银行，这是该市经国会新制订的《国民银行法》而获得许可开办的第一间银行。他在该行担任总裁直至1877年，带领银行度过了1873年经济大恐慌，相比之下，其他许多间银行都在这一时期倒闭。英格利希的经商范围还涉及其他领域，他成为印第安纳波利斯街道铁路公司的控股股东，作为该司掌舵人直到1876年卖掉股份时止。1877年，他又卖掉了自己的银行股份，将大部分资金用于投资房地产。到1875年时，他已经批准75套房屋的建设，这些房屋所在的街道如今称为英格利希大道。两年后，他的夫人艾玛撒手人寰，英格利希此后还活了19年，到1896年去世时，他已拥有448套房产，其中大部分位于印第安纳波利斯。
1880年，英格利希歌剧院建成，根据1994年版《印第安纳波利斯百科全书》，这所歌剧院很快成为城里众所周知的上佳场所。这里以纽约的大歌剧院为原型，可以让2000人就座。歌剧院于1880年9月27日开放，当晚上演的剧目是劳伦斯·巴雷特（Lawrence Barrett）主演的《哈姆莱特》。这个时候英格利希已经再度投身政治，将歌剧院的管理交给儿子威廉·易思廷·英格利希，小威廉这时与女演员安妮·福克斯（Annie Fox）结婚不久，并且对戏剧很有兴趣。老威廉之后还给歌剧院新增了一家酒店，与歌剧院一起一直经营到了1948年。

## 副总统候选人

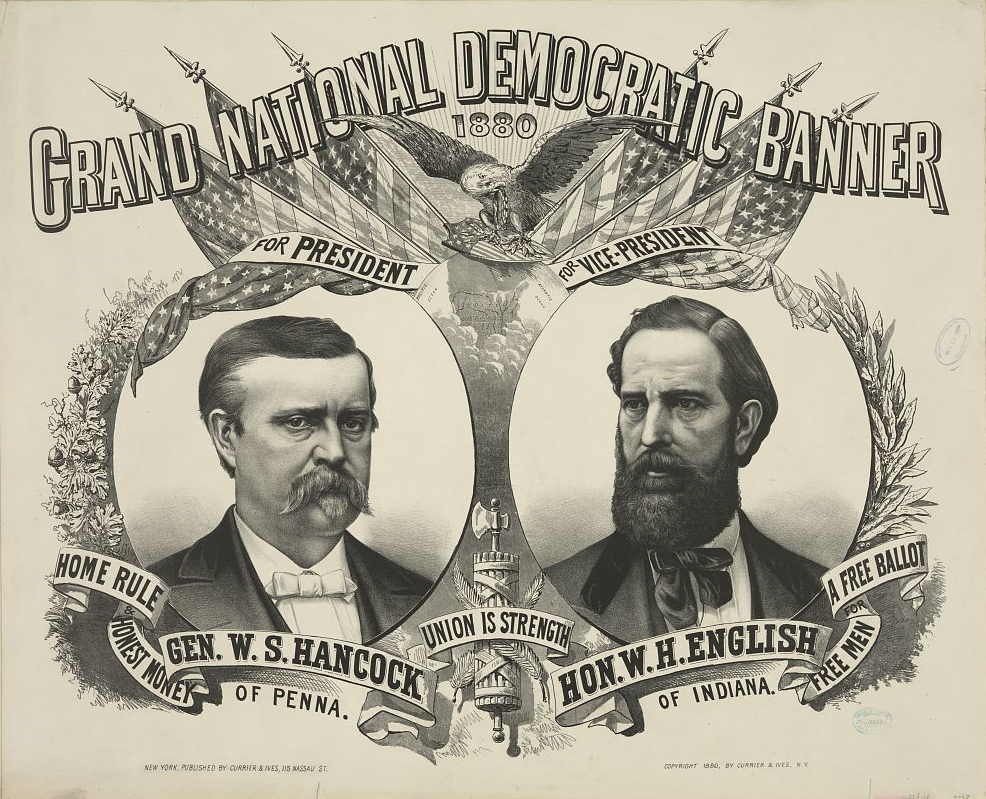
汉考克和英格利希的竞选海报

离开众议院后，英格利希一直和地方政治保持着联系，还曾担任印第安纳州民主党主席。1879年，他的儿子成为州众议员，老威廉则仍然在为政治议题出谋划策。虽然1858年后他就再也没有试图竞选公职，但在1879年接受多家友好报纸采访，并且与之通信后，英格利希已经有了全国性的知名度。1880年6月下旬，英格利希以印第安纳州代表身份出席俄亥俄州辛辛那提举行的民主党全国大会，并在会上支持特拉华州的托马斯·F·贝亚德获得党派总统候选人提名，英格利希很钦佩贝亚德支持金本位的立场。贝亚德在首轮投票中名列第二，但这轮投票没有产生结果。来自宾夕法尼亚州的温菲尔德·斯科特·汉考克少将得票数最多，并在第二轮投票时胜出获得提名。

印第安纳州代表在最关键的时刻投票支持汉考克，后者也投桃报李，选择英格利希作为自己的竞选搭档，此提名获得一致通过。党派领袖预计英格利希除印第安纳州外，不会为民主党候选人带来多少选票支持，但还是希望他在摇摆州的人气可以帮助汉考克同共和党候选人詹姆斯·艾布拉姆·加菲尔德和切斯特·艾伦·阿瑟相抗衡。共和党人认为，英格利希之所以能够获得提名，根本原因是因为民主党竞选经费紧张，而他又愿意自掏腰包资助竞选。英格利希发表短暂演说接受提名，一个月后再在信中正式接受。他在信中呼吁解决内战纠纷，并承诺提供“诚实金钱的健全货币”、限制华人移民，并且实现以公共开支为基础的刚性经济发展。在他看来，这场选举是两种派别的较量：
一边是人们竭力恢复那些理应属于他们的政治权力，并且恢复我们祖辈建立的纯粹、简单而经济的宪政政府；另一边是数十万养尊处优的联邦公职人员及其支持者，一心只想不计代价地保留自己的地位和权力。
重建时期结束后，民主党白人在美国南方各州的选举中占有支配性地位，并且南方黑人的权利也已经被剥夺，民主党因此预计他们可以拿下这些州。但要赢得选举，他们还需要几个中西部州的支持，该地区有多个两党势均力敌的摇摆州，这些州因此在这一时期的全国性选举中占有决定性的地位。两党间的实际差异屈指可数，并且汉考克名气甚佳，共和党人也不愿对其个人加以攻击。民主党党纲中支持只对营收征收关税，这是共和党人唯一的突破口。加菲尔德的竞选活动利用民主党的这一支持，描绘民主党人对陷入困境的产业劳工麻木不仁，只想从当时的高额关税中获取利益。关税问题使民主党失去了已经实现工业化的北方州支持，这使得该党候选人已经不大可能赢得选举。
10月，俄亥俄州和印第安纳州的选举均以共和党取胜告终，这让民主党人对下一个月的联邦选举感到前景黯淡。党派领导人甚至还曾考虑另觅人选取代英格利希，但后者说服他们，10月的失利更多是因为地方性议题，11月的大选中民主党即便失去俄亥俄州，也仍然能够赢得印第安纳州。然而，事实证明英格利希失算了，民主党候选人最终没能拿下任何一个中西部目标州，印第安纳州也不例外。以全国性普选票来看，汉考克和英格利希与对手的差距仅有7018票；选举人票的差距则要大得多，加菲尔德和阿瑟得到了214票，汉考克和英格利希则只有155票。

## 选举后的职业生涯和影响
选举失利后，英格利希继续经商，还对地方史产生了更大兴趣，于1885年和尚在人世的1850年州制宪大会与会者重聚，地点就在自己的歌剧院。他成为印第安纳州历史协会主席，并且亲自撰写了两卷书册，分别是《1778至1783年，对俄亥俄河西北方向乡村的征服》（Conquest of the Country Northwest of the River Ohio, 1778–1783）和《乔治·罗杰斯·克拉克将军的一生》（Life of General George Rogers Clark）。1893年，他进入印第安纳波利斯纪念碑委员会任职，在士兵和水手纪念碑的构建上做出贡献。
1896年2月7日，威廉·海登·英格利希在印第安纳波利斯的家中逝世，享壽73岁，与1877年辞世的夫人艾玛一起葬在皇冠山公墓。克劳福德县县城英格利希，以及印第安纳波利斯的英格利希街都是以他命名，不过他建筑的大部分楼房都已经拆除。位于斯科茨堡（Scottsburg）的斯科特县法院，以及县城英格利希的克劳福德县露天市场各有一尊完全相同的英格利希雕像。他的儿子小威廉曾于1884到1885年间担任国会议员，外孙威廉·英格利希·沃林（William English Walling）是美国全国有色人种协进会的创始人之一。位于印第安纳波利斯的印第安纳州历史协会收藏了大量英格利希的个人或家族文件，并向外界开放用于研究。

## 解释说明
1. ↑  1913年美利坚合众国宪法第十七条修正案通过前，各州的联邦参议员由该州议会选举产生[8]。

## 脚注
1. 1 2 3 4 5 6 7  Commemorative Biography，第9頁.
2. ↑  Commemorative Biography，第8頁.
3. 1 2 3 4  Kennedy et al，第220頁.
4. ↑  Bright，第370–392頁.
5. 1 2  Commemorative Biography，第17頁.
6. ↑  Van Bolt，第136–139頁.
7. ↑  Van Bolt，第141頁.
8. ↑  Zywicki1997，第169頁.
9. 1 2  Van Bolt，第155–157頁.
10. 1 2 3 4  Commemorative Biography，第10頁.
11. ↑  Dubin，第164頁.
12. ↑  Freehling 1990，第536–565頁.
13. ↑  Freehling 1990，第554–565頁.
14. ↑  Russel，第201 n.38頁.
15. ↑  Freehling 2007，第61–96頁.
16. ↑  Commemorative Biography，第10頁; Freehling 1990，第559頁.
17. ↑  Elbert，第8頁.
18. 1 2  Commemorative Biography，第11頁.
19. 1 2  Freehling 2007，第136–141頁.
20. 1 2 3 4  Freehling 2007，第142–144頁.
21. ↑  Dubin，第181頁.
22. ↑  Commemorative Biography，第12頁.
23. 1 2 3 4  Commemorative Biography，第13頁.
24. ↑  Zeigler，第292頁.
25. 1 2 3  Nicholas，第545頁.
26. ↑  Draegart 1954，第114頁.
27. 1 2 3  Commemorative Biography，第14頁.
28. 1 2 3  Draegart 1956a，第25–26頁.
29. ↑  Worth，第547頁.
30. ↑  House，第184頁.
31. ↑  Clancy，第64–65頁.
32. ↑  Proceedings，第99頁.
33. ↑  Jordan，第274–280頁.
34. 1 2  Jordan，第281頁.
35. ↑  Philipp，第43–44頁; House，第185頁.
36. ↑  Proceedings，第168頁.
37. ↑  Proceedings，第167頁.
38. ↑  Clancy，第250頁.
39. ↑  Jensen，第xv–xvi頁.
40. ↑  Jordan，第292–296頁.
41. ↑  Jordan，第297頁.
42. 1 2 3  Jordan，第297–301頁.
43. 1 2  Jordan，第306頁.
44. ↑  Draegart 1956b，第352–356頁.
45. 1 2  Commemorative Biography，第18頁.
46. ↑  Craig，第352頁.
47. ↑  Family papers.